# Calasca-Castiglione
Calasca-Castiglione (piemontiul: Calasca e Castioj) település Olaszországban. Lakosainak száma 607 fő (2023. január 1.). Calasca-Castiglione Bannio Anzino, Pallanzeno, Piedimulera, Rimella, Vanzone con San Carlo, Antrona Schieranco, Borgomezzavalle és Valstrona községekkel határos.

## Népesség
A település népességének változása:
| Lakosok száma | 648  | 625  | 607  |
|               | 2017 | 2018 | 2023 |